# Charizard
Charizard (リザードン Lizardon?) es una de las criaturas de la franquicia Pokémon. Se trata de un pokémon tipo fuego/volador, que aparece por primera vez en Pokémon Red y Blue (rojo y azul), donde puede ser obtenido si el jugador elige como Pokémon inicial a Charmander y lo lleva hasta el nivel 36, donde evoluciona a Charizard habiendo pasado con anterioridad por Charmeleon a nivel 16.

## Características
Charizard logró ser una de las diversas opciones de personajes imaginados por el equipo de desarrolladores de caracteres de la empresa japonesa Game Freak y finalizado por el dibujante Ken Sugimori para la primera generación de Pokémon. Originalmente llamado «Lizardon» en japonés, Nintendo decidió dar a las diversas especies de Pokémon, nombres ingeniosos y descriptivos en relación con su apariencia o características, estos nombres surgieron al traducir el juego para las audiencias occidentales como un medio para hacer que los personajes fueran más fácil de identificar para los niños estadounidenses. Como resultado de la traducción, su nombre cambió a Charizard, una combinación de las palabras, «carbón» (char) y «lagarto» (lizard). Mientras sus pre-evoluciones Charmander y Charmeleon son «lagartos» terrestres, Charizard se asimila a un dragón Tradicional de Europa erguido sobre sus dos patas traseras. A pesar de su parentesco a un dragón, Charizard es explícitamente un pokémon tipo fuego/volador, sin embargo, este puede aprender diversos ataques de tipo Dragón. Charizard tiene dos alas que son azules, mientras que la parte posterior es de color rojo, al igual que la mayor parte de su cuerpo. Su vientre y las plantas de los pies son de color crema, mientras que sus ojos son de color azul claro. En la versión rojo fuego de la Game Boy Advance, a Charizard se le define por tener alas que pueden tener cerca una altitud de 1400 m. Charizard es un Pokémon que vuela por los cielos orgullosamente para buscar oponentes formidables, a pesar de que es capaz de derretir cualquier material con su flama, nunca agrede a un pokémon más débil que él. Cuando entra en estado de irá, la flama de su cola puede producir destellos de color azul claro. Debido a la alta intensidad de su fuego, a menudo causa incendios forestales involuntariamente. La potencia del fuego de su cola aumenta cuando Charizard adquiere experiencia, en luchas con pokémon muy fuertes. A partir de la sexta generación, Charizard posee 2 formas nuevas de megaevolución: Charizard X, la cual lo transforma en tipo Fuego/Dragón y Charizard Y, la cual mantiene su tipo pero le da la habilidad Sequía. Charizard es un Pokémon que cuenta con un gran sentido del honor y es muy presumido, por lo que sólo emplea su fuerza para luchar contra Pokémon muy fuertes, siendo así un Pokémon difícil de controlar y de normal testarudo. Este Pokémon es uno de los favoritos por los fanes de la serie.

## Apariciones

### En los videojuegos
El pokémon debutó por primera vez en la versión japonesa, de los juegos Pokémon Red y Blue de 1996. para la Game Boy. Este está disponible sólo a través de la evoluciones del Pokémon inicial, Charmander. En Pokémon Oro, Plata y Cristal y sus remakes, Pokémon HeartGold y SoulSilver, Charizard es utilizado por Red, que actúa como jefe final de los juegos. Charizard ha aparecido en muchos otros juegos de Pokémon. Aparece en Pokémon Mundo Misterioso: Equipo de Rescate Azul y Equipo de Rescate Rojo en un equipo con un Alakazam y un Tyranitar, que juegan un papel importante en la historia. En Pokémon Ranger, Charizard es un Pokémon jefe que se adjunta con el carácter del jugador y le ayuda a lo largo del juego. Charizard sigue apareciendo en la franquicia de «Pokémon Ranger», con su regreso en Pokémon Ranger: Trazos de Luz como otro pokémon jefe.
Charizard ha aparecido muchas veces en la serie Super Smash Bros. Primero aparece como un personaje no jugable en Super Smash Bros y Super Smash Bros Melee, como uno de los Pokémon que pueden aparecer si un jugador lanza una Poké Ball. En Super Smash Bros. Brawl, Charizard es ahora jugable, bajo el mando del entrenador Pokémon. El entrenador tiene un Squirtle y un Ivysaur, los cuales se pueden cambiar entre sí. A diferencia de otros luchadores, estos Pokémon se fatigan y por lo tanto son más débiles. Se conoce que Charizard usa los movimientos: Golpe Roca, lanzallamas, y Vuelo. Además, Charizard regresa en Super Smash Bros. para Nintendo 3DS y Wii U pero esta vez, solo. En este juego también cuenta con un nuevo movimiento: Envite Ígneo y con un "Final Smash" el cual le permite mega evolucionar a Mega Charizard X. Vuelve a aparecer en Super Smash Bros. Ultimate y esta vez junto a Ivysaur y Squirtle como personajes desbloqueables.

### En el anime
En el anime, Charizard resalta más por ser un pokémon del protagonista principal (Ash Ketchum), quien lo tiene desde que era un Charmander, el cual fue abandonado por su dueño anterior. El Charmander de Ash se convirtió en Charmeleon durante una batalla contra un ejército de Exeggutor, y su comportamiento cambió por completo, convirtiéndose en un Pokémon desobediente; que luchaba sólo y a su manera. Cuando un Aerodactyl atacó a Ash, pretendiendo devorarlo, Charmeleon evolucionó con el fin de luchar contra el Aerodactyl, finalmente Charizard salvo a su entrenador. Sin embargo, su carácter no cambio, aún no obedecía a su entrenador y sólo luchaba con Pokémon que en su criterio, suponían un desafío, pero poco a poco su orgullo iba desapareciendo, a menudo ayudaba a Ash, a lograr sus objetivos, se volvió esencial en la lucha de Ash contra el líder del Gimnasio de Isla Canela Blaine. Su negativa a obedecer, llevó a Ash a perder en la Liga Kanto. Charizard se convirtió en un Pokémon leal durante la temporada de las Islas Naranja, luego de que Ash se enfrentara con un entrenador que poseía a un pokémon tipo lucha/agua, llamado Poliwrath, él cual de un rayo hielo congelo a Charizard, dejando su salud en un estado crítico. Luego de ver los continuos esfuerzos de Ash para salvarlo de una muerte segura, cambia de comportamiento por completo y empezó a obedecer, logrando así vencer a Poliwrath en una revancha. Permaneció en el equipo de Ash y contribuyó a sus victorias en la Liga Naranja y partes de Johto. Finalmente se quedó en el Valle Charicífico, una reserva natural donde Charizard batalla y entrena para ser más fuerte. Charizard, al igual que muchos de los otros Pokémon de Ash, ha regresado de forma temporal a la batalla al lado de Ash, típicamente cuando Ash se enfrenta a una selección particularmente de poderosos Pokémon. Charizard ha salvado la vida de Ash en más de una ocasión, como se ve en la película «El hechizo de los Unown», donde luchó contra Entei después de llegar justo a tiempo para evitar que Ash y Pikachu de caer a su muerte, después de haber volado desde el Valle Charicífico, después de originalmente ver una transmisión en vivo de Ash corriendo tras Entei que había secuestrado a la madre de Ash, Delia.
Charizard volvió a la primera batalla y última de Ash en el Frente de Batalla, donde batalló contra el ave legendaria Articuno utilizada por Noland en la fábrica de batalla y ganó gracias a una estrategia algo repetitiva. En la última temporada «Best Wishes» Charizard se une temporalmente al equipo de Ash, mientras que Ash estaba explorando la región de Teselia. Al encontrarse con Ash de nuevo, le dio un lanzallamas en la cara, como acostumbraba a hacer. Más tarde conoció a los pokémon y amigos de Ash e incluso desarrolló una feroz rivalidad con el Dragonite de Iris hasta el punto, que Ash e Iris acordaron tener una batalla. Durante la batalla que comenzó originalmente en el suelo, pero luego ascendió al cielo cuando los dos Pokémon se elevaron a los cielos, se demostró que su Charizard había aprendido el Ataque ala, Cuchillada y Cola dragón, pero a pesar de que los dos Pokémon tienen una especie de feroz rivalidad uno contra el otro, e inmediatamente detuvo la batalla después de darse cuenta de que Dragonite se había lesionado el brazo derecho.